# Lissarca stewartiana
Lissarca stewartiana är en musselart som beskrevs av Powell 1935. Lissarca stewartiana ingår i släktet Lissarca och familjen Philobryidae. Inga underarter finns listade i Catalogue of Life.